# Con người sống bằng gì
Con người sống bằng gì (tiếng Nga: Чем люди живы) là một cuốn tiểu thuyết giả tưởng của nhà văn Lev Tolstoy, xuất bản lần đầu năm 1881.

## Chuyển thể
- Con người sống bằng gì (phim, 2008)
- Con người sống bằng gì (hoạt hình, 2010)